# Урал (футбольний клуб)
ФК «Урал» — російський футбольний клуб з міста Єкатеринбург, представляє всю Свердловську область. Виступає в прем'єр-лізі чемпіонату Росії.

## Колишні назви

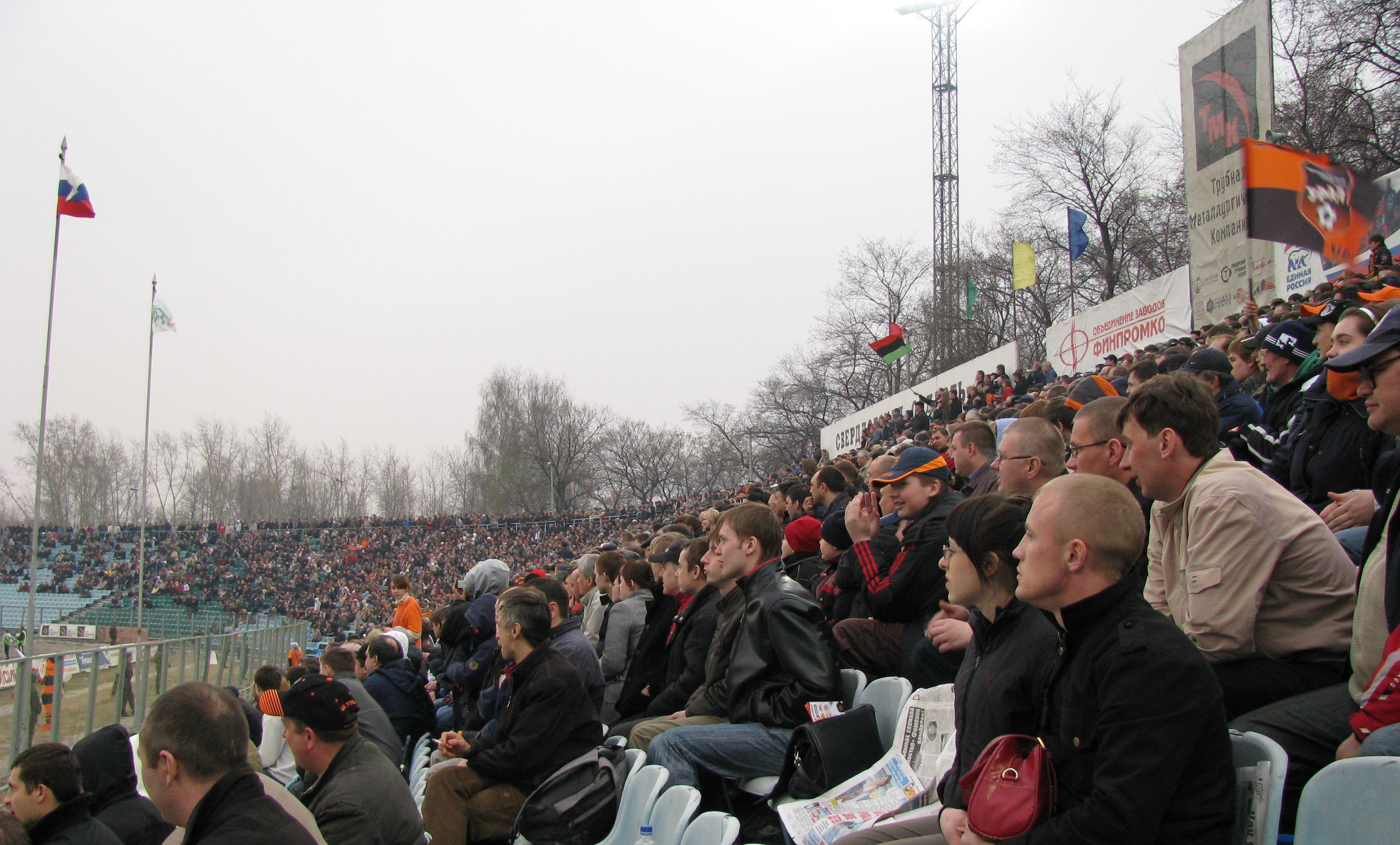
Стадіон «Уралмаш» під час гри «Уралу» з «ФК Ростов»

- Команда «Уралмашбуду» (1930—1932 рр.)
- Команда «Уралмашзаводу» (1933—1946 рр.)
- ФК «Авангард» (1947—1957 рр.)
- ФК «Машинобудівник» (1958—1959 рр.)
- ФК «Уралмаш» (1960—2002 рр.)
- ФК «Урал» — з 2003 року

## Історія
Клуб заснований в 1930 році. Перше досягнення датовано 1935 роком, тоді команда «Уралмашзаводу» виграла своє перше чемпіонське звання — чемпіон м. Свердловська. Виступав у чемпіонатах СРСР з 1945 року, майже весь час, за винятком сезону 1969 року, клуб провів у нижчих лігах чемпіонату. У 1969 році команда грала у Вищій лізі першості СРСР. У турнірі на Кубок СРСР «Урал» доходив до чвертьфіналу тричі, у 1965/66, 1967/68 і 1990/91.
Після розпаду СРСР клубу випала можливість виступати у Вищій лізі Чемпіонату Росії. У ній «Уралмаш» провів п'ять сезонів (1992—1996), найкращим досягненням було восьме місце в 1993 і 1995. Наступного року клуб дійшов до півфіналу кубка Інтертото, а в чемпіонаті виступив невдало і вилетів у першу лігу. На цьому невдачі не закінчилися і, відігравши сезон, клуб пішов ще нижче — в другий дивізіон, де пробув до 2002 року. У цьому році клуб вийшов у перший дивізіон, але втриматися в ньому не зміг і знову опинився в другій лізі. Але через рік, у 2004, «Урал» знову вийшов у перший дивізіон, де залишається до цього дня і бореться за вихід в Прем'єр-лігу. У 2006 році «Урал» завойовує бронзові медалі першості Росії в першому дивізіоні. Це найкращий результат команди за останні 10 років історії.
У 2017 році клубу вдалося вийти у фінал розіграшу Кубка Росії 2016/2017. У фінальному матчі кубка Росії «Урал» програв московському «Локомотиву» (0:2).

## Статистика виступів у чемпіонатах країни

### Чемпіонати Росії
| Сезон   | Дивізіон                     | Місце | І  | В  | Н  | П  | М     | О  | Примітки                                                               |
| ------- | ---------------------------- | ----- | -- | -- | -- | -- | ----- | -- | ---------------------------------------------------------------------- |
| 1992    | Вища ліга Росії, 9-20 місця  | 9     | 30 | 14 | 8  | 8  | 50-36 | 36 | Юрій Матвєєв — найкращий бомбардир першості                            |
| 1993    | Вища ліга                    | 8     | 34 | 16 | 4  | 14 | 51-52 | 36 |                                                                        |
| 1994    | Вища ліга                    | 14    | 30 | 7  | 9  | 14 | 33-49 | 23 |                                                                        |
| 1995    | Вища ліга                    | 8     | 30 | 12 | 3  | 15 | 43-47 | 39 |                                                                        |
| 1996    | Вища ліга                    | 16    | 34 | 8  | 9  | 17 | 38-57 | 33 | ‎ Виліт в першу лігу                                                    |
| 1997    | Перша ліга                   | 20    | 42 | 9  | 8  | 25 | 43-77 | 35 | ‎ Виліт в другий дивізіон                                               |
| 1998    | Другий дивізіон Росії, Урал  | 3     | 34 | 20 | 6  | 8  | 63-29 | 66 |                                                                        |
| 1999    | Другий дивізіон Росії, Урал  | 7     | 30 | 14 | 7  | 9  | 49-30 | 49 |                                                                        |
| 2000    | Другий дивізіон Росії, Урал  | 2     | 30 | 23 | 4  | 3  | 72-21 | 73 |                                                                        |
| 2001    | Другий дивізіон Росії, Урал  | 1     | 30 | 27 | 2  | 1  | 83-11 | 83 |                                                                        |
| 2001    | Другий дивізіон Росії, Фінал | 2     | 2  | 0  | 2  | 0  | 3-3   | 2  |                                                                        |
| 2002    | Другий дивізіон Росії, Урал  | 1     | 28 | 22 | 5  | 1  | 55-11 | 71 | ‎ Перехід в перший дивізіон                                             |
| 2003    | Перший дивізіон Росії        | 19    | 42 | 11 | 8  | 23 | 43-65 | 41 | ‎ Виліт в другий дивізіон                                               |
| 2004    | Другий дивізіон Росії, Урал  | 1     | 36 | 27 | 6  | 3  | 68-18 | 87 | ‎ Перехід в перший дивізіон                                             |
| 2005    | Перший дивізіон Росії        | 7     | 42 | 21 | 10 | 11 | 51-34 | 73 |                                                                        |
| 2006    | Перший дивізіон Росії        | 3     | 42 | 27 | 9  | 6  | 67-23 | 90 | Євген Алхімов — найкращий бомбардир першості                           |
| 2007    | Перший дивізіон Росії        | 5     | 42 | 21 | 14 | 7  | 70-33 | 77 | Вихід у півфінал Кубка Росії                                           |
| 2008    | Перший дивізіон Росії        | 4     | 42 | 22 | 9  | 11 | 69-39 | 75 |                                                                        |
| 2009    | Перший дивізіон Росії        | 8     | 38 | 15 | 15 | 8  | 40-32 | 60 |                                                                        |
| 2010    | Перший дивізіон Росії        | 7     | 38 | 14 | 16 | 8  | 38-28 | 58 |                                                                        |
| 2011/12 | Перший дивізіон (ФНЛ)        | 6     | 52 | 19 | 21 | 12 | 71-52 | 78 |                                                                        |
| 2012/13 | Перший дивізіон (ФНЛ)        | 1     | 32 | 19 | 11 | 2  | 61-18 | 68 | ‎ Перехід в Прем'єр-лігу Спартак Гогнієв — найкращий бомбардир першості |
| 2013/14 | Прем'єр-ліга                 | 11    | 30 | 9  | 7  | 14 | 28-46 | 34 |                                                                        |
| 2014/15 | Прем'єр-ліга                 | 13    | 30 | 9  | 3  | 18 | 31-44 | 30 | Переможець стикових матчів                                             |
| 2015/16 | Прем'єр-ліга                 | 8     | 30 | 10 | 9  | 11 | 39-46 | 39 |                                                                        |
| 2016/17 | Прем'єр-ліга                 | 11    | 30 | 8  | 6  | 16 | 24-44 | 30 |                                                                        |

## Урал в Єврокубках
| Сезон | Змагання        | Раунд    | Клуб         | Результат |
| ----- | --------------- | -------- | ------------ | --------- |
| 1996  | Кубок Інтертото | Груповий | Хіберніанс   | 2-1       |
|       |                 | Груповий | ЦСКА (Софія) | 2-1       |
|       |                 | Груповий | Страсбур     | 1-1       |
|       |                 | Груповий | Коджаеліспор | 2-0       |
|       |                 | 1/2      | Сількеборг   | 1-2, 1-0  |

## Керівництво, персонал і тренерський штаб
| - Президент — Григорій Іванов - Віце-президент — Олександр Левін - Виконавчий директор — Євген Костарєв - Спортивний директор — Євген Алхімов - Комерційний директор — Володимир Горєв | - Головний тренер — Олександр Тарханов - Старший тренер — Володимир Калашніков - Тренер — Юрій Матвєєв - Тренер — Євген Авер'янов - Тренер воротарів — Андрій Шпилєв - Тренер-аналітик — Дмитро Столбіков - Тренер з фізичної підготовки — Хесус Пуенте Солана |

## Склад
Станом на 28 червня 2021

| №  | Поз. | Нац.             | Гравець                 |
| -- | ---- | ---------------- | ----------------------- |
| 1  | ВР   | Росія            | Ілля Помазун            |
| 13 | ВР   | Росія            | Дмитро Ландаков         |
| 77 | ВР   | Росія            | Олег Баклов             |
| 2  | ЗХ   | Хорватія         | Сильвіє Бегіч           |
| 3  | ЗХ   | Росія            | Лео Гоглічидзе          |
| 4  | ЗХ   | Республіка Конго | Еммерсон                |
| 15 | ЗХ   | Україна          | Денис Кулаков (капітан) |
| 22 | ЗХ   | Росія            | Арсен Адамов            |
| 24 | ЗХ   | Білорусь         | Єгор Філіпенко          |
| 25 | ЗХ   | Росія            | Іван Кузмічов           |
| 44 | ЗХ   | Росія            | Володимир Риков         |
| 93 | ЗХ   | Росія            | Олексій Герасимов       |
| 98 | ЗХ   | Росія            | Ісламжан Насиров        |
| 5  | ПЗ   | Росія            | Андрій Єгоричев         |
| 6  | ПЗ   | Гвінея           | Ібраїма Сіссе           |
| 8  | ПЗ   | Росія            | Роман Ємельянов         |
| 10 | ПЗ   | Румунія          | Ерік Бікфалві           |
| 11 | ПЗ   | Росія            | Дмитро Єфремов          |
| 14 | ПЗ   | Росія            | Юрій Бавін              |

| №  | Поз. | Нац.        | Гравець               |
| -- | ---- | ----------- | --------------------- |
| 17 | ПЗ   | Косово      | Іллдрен Ібрахімай     |
| 18 | ПЗ   | Росія       | Юрій Газинський       |
| 19 | ПЗ   | Хорватія    | Даніел Мішкич         |
| 21 | ПЗ   | Росія       | В'ячеслав Подберезкін |
| 30 | ПЗ   | Росія       | Олексій Євсеєв        |
| 40 | ПЗ   | Росія       | Рамазан Гаджимурадов  |
| 55 | ПЗ   | Росія       | Артем Максименко      |
| 58 | ПЗ   | Нідерланди  | Отман Ель-Кабір       |
| 69 | ПЗ   | Росія       | Артем Шаболін         |
| 75 | ПЗ   | Росія       | Фаніль Сунгатулін     |
| 95 | ПЗ   | Росія       | Чингиз Магомадов      |
| 7  | НП   | Азербайджан | Давид Караєв          |
| 9  | НП   | Сербія      | Лазар Ранджелович     |
| 20 | НП   | Нідерланди  | Рай Влут              |
| 55 | НП   | Росія       | Артем Максименко      |
| 79 | НП   | Росія       | Олексій Каштанов      |
| 99 | НП   | Росія       | Євген Татарінов       |

За рішенням керівництва ФК «Урал» ігровий номер 23, під яким грав нападник Петро Хрустовський, трагічно загиблий 5-го липня 2003 року в автокатастрофі, назавжди залишиться закріпленим за ним.

## Колишні відомі гравці
- Олег Веретенников — найкращий бомбардир чемпіонатів Росії за їхню всю історію. Грав за «Уралмаш» у 1986—1988 і 1991—1992 роках. 81 матч, 17 голів.
- Юрій Матвєєв — єдиний футболіст в історії клубу, викликаний з нього в національну збірну Росії. Грав за «Уралмаш» у 1988—1989, 1990, 1992—1993 і 1994—1995 роках. 176 матчів, 75 голів.
- Мирослав Ромащенко — дворазовий чемпіон Росії у складі московського «Спартака». Грав за «Уралмаш» з 1994 по 1996 рік. 62 матчі, 12 голів.
- Андрій Сметанін — воротар, відомий своїми виступами за московські клуби «Динамо» і «Спартак». Грав за «Урал» з 2003 по 2005 рік. 47 матчів, пропустив 40 голів.
- Євген Алхімов — найкращий бомбардир Першого Дивізіону ПФЛ за всю історію. Грав за «Урал» з 2006 по 2008 рік, в його складі ставав найкращим бомбардиром першості в сезоні-2006. 80 матчів, 31 гол.

## Технічний спонсор клубу
Технічний спонсор клубу — компанія Adidas.